# 1154

## Události
- Jindřich Plantagenet se stává anglickým králem, čímž vzniká tzv. „Anjouovské impérium“, tedy počátek dynastie Plantagenetů v Anglii
- Friedrich I. Barbarossa nastupuje korunovační jízdu do Říma (1155 zde korunován na císaře)
- založeno lázeňské město Teplice
- založen francouzský premonstrátský klášter Fontcaude

## Narození
- 21. září – Sancha Kastilská, aragonská královna († 9. listopadu 1208)
- 11. listopadu – Sancho I., portugalský král († 26. března 1211)
- ? – Konstancie Sicilská, sicilská spolukrálovna († 27. listopadu 1198)
- ? – Anežka ze Châtillonu, uherská a chorvatská královna († 1184)
- ? – Minamoto Jošinaka, japonský samuraj († 1184)
- ? – Vsevolod III. Velké hnízdo, kníže vladimirský z rodu Rurikovců († 1212)

## Úmrtí
- 2. února – Vjačeslav I. Kyjevský, vládce Kyjevské Rusy (* 1083)
- 26. února – Roger II., sicilský král (* 22. prosince 1095)
- 25. října – Štěpán III. z Blois, anglický král (* cca 1096)
- 13. listopadu – Izjaslav II. Mstislavič, kníže z rodu Rurikovců (* 1097)
- 18. listopadu – Adéla Savojská, francouzská královna jako manželka Ludvíka VI. (* 1092?)
- 3. prosince – Anastasius IV., papež (* ?)
- ? – Anna Komnéna, historička, dcera byzantského císaře Alexia I. Komnena a Ireny Dukaiovny (* 2. prosince 1083)
- ? – Boris Uherský, syn uherského krále Kolomana (* 1114)
- ? – Izák Komnenos, byzantský princ ( 1113)

## Hlavy států
- České knížectví – Vladislav II.
- Svatá říše římská – Fridrich I. Barbarossa
- Papež – do 3. prosince Anastasius IV., od 4. prosince Hadrián IV.
- Anglické království – Štěpán III. z Blois – Jindřich II. Plantagenet
- Francouzské království – Ludvík VII.
- Polské knížectví – Boleslav IV. Kadeřavý
- Uherské království – Gejza II.
- Sicilské království – Roger II., Vilém I.
- Kastilské království – Alfonso VII. Císař
- Rakouské markrabství – Jindřich II. Jasomirgott
- Byzantská říše – Manuel I. Komnenos